# قائمة الشعب الإيزيدي
وفيما يلي قائمة بأسماء الشخصيات البارزة من الإيزيديين.
- علي أتالان، سياسي
- عرب شاملوف، روائي
- أمار سولويف، فنان قتال مختلط، قاتل مأجور
- أمين فرحان جيجو، سياسي وكاتب إيزيدي
- إبراهيم خليل، مغني وكاتب أغاني شعبي إيزيدي
- أصلان أوسويان، زعيم المافيا الروسية
- الحسن بن عدي، الوريث الديني لعدي بن صخر
- أميرخان موري، مالك ورئيس مجموعة Regions
- عزيز تمويان، كان رئيس الاتحاد الوطني الإيزيدي
- الشيخ علي الياس هو بابا الشيخ (الزعيم الديني) الحالي للطائفة الأيزيدية منذ نوفمبر 2020

## د
- دلال خيرو، الحائزة على جائزة حقوق المرأة، أسيرة سابقة لدى داعش
- دينيز أونداف، لاعب كرة قدم

## هـ
- إمريكي سردار، صحافية، كاتبة، مترجمة
- أمينة إيفادال، كاتبة ولغوية وشاعرة
- إسكيري بوييك، شاعر وكاتب
- إيزيدي ميرزا، حاكم الموصل في القرن السابع عشر، زعيم وبطل إيزيدي

## ف
- فخر الدين بن عدي، قديس إيزيدي
- فريدة خلف، أسيرة سابقة لدى داعش

## ج
- جورام أدجوييف، لاعب كرة قدم سابق

## ح
- حازم تحسين بيك، الزعيم الإيزيدي الحالي
- هموي شيرو، زعيم قبلي إيزيدي في القرن التاسع عشر
- حجة سندي، لغوية وباحثة
- حيدر شيشو، مؤسس وقائد أعلى لقوات الدفاع الذاتي الإيزيدية، قوة حماية إيزيدخان
- خضر حاجيوان، رئيس الاتحاد الوطني الإيزيدي، المدير التنفيذي لصحيفة "إيزديخانة".

## ج
- جليل جليل، مؤرخ وكاتب وعالم كردي
- جانجير آغا، البطل القومي

## ك
- خليل رشو، أكاديمي وكاتب وباحث
- خانا عمرخالي (زانا عمرخالي)، أكاديمية وكاتبة وباحثة تركز بشكل أساسي على اليزيدية
- خورتو حجي إسماعيل, بابا شيخ الإيزيديين الحالي
- كسينيا بورودينا (من جهة الأب)، مقدمة برامج تلفزيونية وممثلة[1]
- كيرام سلويان، جندي قُتل وقطع رأسه على يد جنود أذربيجانيين

## ل
- لمياء عجي بشار، ناشطة في مجال حقوق الإنسان

## م
- محمود ايزيدي، مقاتل في البيشمركة
- ميشا ألويان، ملاكم
- ميان خاتون، أميرة إيزيدية
- مير تحسين سعيد بك، الزعيم الوراثي الحالي (مير، أو أمير) للشعب اليزيدي
- مير جعفر داسني، أطلق انتفاضة في عام 838
- محما خليل، رئيس بلدية سنجار في محافظة نينوى، العراق.

## ن
- نادية مراد، ناشطة في مجال حقوق الإنسان وحائزة على جائزة نوبل للسلام

## ا
- أورديخساني جليل، كاتب وأكاديمي

## ص
- بير شيدير سليمان، كاتب، مدرس وبرلماني

## ر
- رومان أمويان، مصارع يوناني روماني، أولمبي
- رونيا عثمان، كاتبة وصحفية

## س
- الشيخ عدي بن مسافر، شيخ
- صخر أبو البركات، الشيخ
- الشيخ شرف الدين بن الحسن، شيخ
- الشيخ خيري خضر قائد ومؤسس ميليشيا جيش مالك الطاووس الايزيدية
- ساماند سياباندوف، بطل الاتحاد السوفييتي
- شير صارم، زعيم يزيدي قاد انتفاضة ضد الدولة الصفوية في عهد الشاه إسماعيل الأول.
- الشيخ علي إلياس، بابا شيخ الحالي
- سوزان بركات، فتاة إيزيدية، ضحية القتل

## ت
- تيموري خليل، صحافي وكاتب ومترجم
- طوسين رشيد، كاتب وشاعر وكاتب مسرحي

## يو
- أوسوف بك، زعيم إيزيدي في أرمينيا في القرنين التاسع عشر والعشرين

## الخامس
- فيان دخيل، عضو مجلس النواب العراقي

## و
- ونسا، أميرة يزيدية

## إكس
- خليله تشاشان مرادوف، كاتب وصحفي

## ز
- زارا مغويان، مغنية بوب وممثلة وناشطة اجتماعية
- زاخار كلاشوف، زعيم المافيا الروسية
- إسماعيل أوزدن، قائد حزب العمال الكردستاني الإيزيدي في شنكال.